# Lorenzo Pignoria
Lorenzo Pignoria, noto come Laurentius Pignorius o Menippo Filosofo (Padova, 12 ottobre 1571 – 13 giugno 1631), è stato uno storico, antiquario, archeologo e presbitero italiano.

## Biografia
Pignoria, su indicazione del padre Antonio, studia giurisprudenza, senza tuttavia completare la sua formazione. Nel 1602 è consacrato sacerdote.
Nel corso della sua vita, Pignoria ha formato diverse collezioni: tele, stampe, ritratti di personalità, statue, monete, sigilli, antichi utensili; ha raccolto anche altri oggetti.
È morto nel 1631 durante un'epidemia di peste.

## Opere
- (LA) Lorenzo Pignoria, Characteres Aegyptii, Francofurti, Impensis vero dictorum fratrum, [et] viduae Theodori de Bry, matris eorundem, 1608. URL consultato l'11 settembre 2019.[4]
- (LA) Lorenzo Pignoria, De servis, et eorum apud veteres ministeriis commentarius: in quo familia, tum urbana, tum rustica, ordine producitur & illustratur, Augustae Vindelicorum, Ad insigne pinus, 1613. URL consultato il 20 marzo 2019.[5]
- (LA)  Notulae extemporariae in emblemata Andreae Alciati, Augustae, 1614
- (LA)  Prosopopoeia Aldinae Catellae ad Dominicum Molinum senatorem amplissimum, Patavii, 1622
- (LA)  In obitum Aldinae Catellae. Lacrymae poeticae, Paris 1622
- (LA) Lorenzo Pignoria, Magnae deum matris Idaeae & Attidis initia. Ex vetustis monumentis nuper Tornaci erutis. Edente iterum & explicante accuratius ad veterum auctorum mentem Laurentio Pignorio presb. Patauino, Venetiis, sumptibus Petri Pauli Tozzij bibliopolae Patauini, 1624. URL consultato l'11 settembre 2019.
- Gareggiamento vicendeuole di componimenti latini, e toscani, nel felicissimo magistrato sopra le biade dell'illustriss. signor Dominico Molino senatore amplissimo delli Lorenzo Pignoria, e Martino Sandelli, Venezia, 1624
- Attestatione di Giulio Paolo giureconsulto solennizata ne i Campi Elisij il dì delle none d'agosto. L'anno 1625. Riferita fedelmente da Menippo Filosofo, Padova
- La principessa delle compositioni sfiorata Riotta del sig. Ludolfo Bravnio di Colonia, Venezia, 1625.
- (LA)  Miscella elogiorum adclamationum adlocutionum conclamationum epitaphiorum et inscriptionum auctore Laurentio Pignorio Patauino. Io. Baptista Martinio collectore, Patauii, 1626 (?)
- (LA) Lorenzo Pignoria, Mensa Isiaca, Amsterdam, Frisius, 1669 (postuma). URL consultato l'11 settembre 2019.[6][7]